# UEFA Conference League
| Saison  | Siegerliste                   |
| Saison  | UEFA Europa Conference League |
| ------- | ----------------------------- |
| 2021/22 | AS Rom                        |
| 2022/23 | West Ham United               |
| 2023/24 | Olympiakos Piräus             |
| Saison  | UEFA Conference League        |
| 2024/25 | FC Chelsea                    |
| 2025/26 |                               |

Die UEFA Conference League, in den ersten drei Spielzeiten UEFA Europa Conference League, ist ein Fußball-Europapokalwettbewerb für Vereinsmannschaften, der erstmals in der Saison 2021/22 ausgetragen wurde. Er ist hinter der UEFA Champions League und der UEFA Europa League der dritte und niederklassigste – und somit zeitgleich drittwichtigste – Kontinentalwettbewerb für Vereinsmannschaften in Europa.
Amtierender Sieger ist der FC Chelsea.

## Geschichte

Logo der UEFA Europa Conference League bis 2024

Das Endspiel der Saison 2021/22 fand am 25. Mai 2022 im Nationalstadion in der albanischen Hauptstadt Tirana statt, das Finale der Saison 2022/23 wurde am 7. Juni 2023 in der Eden Arena (Fortuna Arena) in der tschechischen Hauptstadt Prag ausgetragen. 2023/24 gewann Olympiakos Piräus im Agia-Sofia-Stadion in Athen seinen ersten internationalen Titel sowie den ersten Titel einer griechischen Mannschaft überhaupt in einem europäischen Vereinswettbewerb (Champions League, Europa League und Europa Conference League).
Zur Saison 2024/25 entfiel der Namensbestandteil „Europa“, womit der Wettbewerb seit diesem Zeitpunkt den Namen UEFA Conference League trägt.

## Spielmodus
Der neue Wettbewerb ist Teil einer Umstrukturierung der UEFA-Wettbewerbe für Vereinsmannschaften. Die Teilnehmerzahl der Gruppenphase der UEFA Europa League wurde von 48 auf 32 reduziert. Nationen, die in der UEFA-Fünfjahreswertung schlechter platziert sind als Rang 15, können sich nicht mehr für die UEFA Europa League qualifizieren (ausgenommen etwaige Absteiger aus der Champions-League-Qualifikation). Dafür orientiert sich der neue Wettbewerb, der zunächst unter dem Arbeitstitel UEFA Europa League 2 lief, bevorzugt an Vereinen kleinerer Nationen. Die Anstoßzeiten der Spiele verteilen sich, wie bei der UEFA Europa League, gleichmäßig auf 18:45 Uhr und 21:00 Uhr (MEZ bzw. MESZ).

### Qualifikation
Insgesamt beteiligen sich 138 Mannschaften an der Qualifikation. Der Qualifikationsmodus ist so konstruiert, dass die Meister von mindestens 34 Nationen (bisher 26) in einem der internationalen UEFA-Wettbewerbe vertreten sind. Mit der Einführung des neuen Modus ab 2024/25 hat sich die Zahl der qualifizierten Meister auf mindestens 37 erhöht.

#### Champions-/Europa-League-Weg
Die in der Qualifikation zur Champions bzw. Europa League gescheiterten Teams ermitteln auf einem eigenen Qualifizierungsweg 15 der 32 Teilnehmer an der UEFA Europa Conference League. Dieser Qualifizierungsweg beginnt erst mit der zweiten Qualifikationsrunde, in der die 20 teilnehmenden Vereine (Verlierer aus der CL-Qualifikationsvorrunde und CL-Q1) in Hin- und Rückspiel um das Weiterkommen spielen. Die 10 Sieger spielen in der dritten Qualifikationsrunde fünf Teilnehmer an den Play-offs aus, die gegen fünf Verlierer der 3. Qualifikationsrunde zur UEFA Europa League die fünf Teilnehmer dieses Qualifizierungsweges ermitteln. Die zehn Verlierer der Europa-League-Play-offs nehmen ebenfalls an der Gruppenphase teil.

#### Platzierungsweg
Die sich über die Platzierung in der nationalen Meisterschaft qualifizierenden Teams ermitteln 17 der 32 Teilnehmer an der UEFA Europa Conference League. Eine Ausnahme bilden drei Teams aus der Qualifikation zur Champions League, die in den Play-offs eingreifen. In der ersten Qualifikationsrunde spielen die 72 teilnehmenden Vereine in Hin- und Rückspiel um das Weiterkommen, gefolgt von der zweiten Qualifikationsrunde, in der zu den 36 Siegern aus der ersten Runde weitere 54 Vereine stoßen. In der dritten Qualifikationsrunde steigen sieben weitere Klubs ein, gemeinsam mit den 45 Siegern aus Runde zwei werden die 26 Play-off-Teilnehmer ermittelt. In den Play-offs greifen drei in der Champions- und Europa-League-Qualifikation gescheiterte Klubs sowie fünf Teams aus den stärksten europäischen Ligen ein und ermitteln mit den 26 Siegern aus Runde drei insgesamt 17 Teilnehmer an der Gruppenphase.

### Endrunde
An der Gruppenphase nehmen 32 Teams teil. Die Gruppensieger der acht Gruppen, die aus je vier Mannschaften bestehen, qualifizieren sich für das Achtelfinale. Die Gruppenzweiten spielen eine vorgeschaltete K.-o.-Runde gegen die Drittplatzierten der UEFA-Europa-League-Gruppen um den Einzug ins Achtelfinale. Ab dem Achtelfinale verläuft das Turnier im K.-o.-System bis zum abschließenden Endspiel weiter. Insgesamt werden 141 Spiele absolviert, der Titelgewinner erhält in der Folgesaison das Startrecht für die UEFA Europa League.
Endrunde ab der Saison 2024/2025
Die bisher stattfindende Gruppenphase ist Geschichte, ab 2024/25 sind alle 36 Teams Teil einer gemeinsamen Liga. Statt in Hin- und Rückspiel auf drei Gegner zu treffen, bestreitet jeder Teilnehmer dann je ein Spiel gegen sechs Gegner, wobei jeder dreimal zu Hause und dreimal auswärts antritt.
In der Liga-Phase gibt es wie gehabt drei Punkte für einen Sieg, einen für ein Remis und keinen für eine Niederlage.
Die Teams auf den Plätzen 1 bis 8 nach der Liga-Phase qualifizieren sich direkt fürs Achtelfinale. Die Teams auf den Plätzen 9 bis 24 spielen in K.-o.-Runden-Play-offs um die weiteren acht Achtelfinaltickets. Die Teams auf den Plätzen 25 bis 36 scheiden aus.
Im Achtelfinale treffen die 8 direkt qualifizierten Teams auf die Gewinner der K.-o.-Runden-Play-offs.
Bis auf das Finale werden alle Runden wie bisher in Hin- und Rückspielen ausgetragen.

## Teilnehmende Mannschaften

### Zugangsliste für die Saisons 2021–2024
| Spielrunde             | Champions/Europa-League-Weg | Platzierungsweg |
| ---------------------- | --- | --- |
| 1. Qualifikationsrunde | | 72 Mannschaften - 26 Pokalsieger der Verbände auf den 5-JW-Plätzen 30–55 - 25 Vizemeister der Verbände auf den 5-JW-Plätzen 30–55 (außer Liechtenstein) - 21 Meisterschaftsdritte der Verbände auf den 5-JW-Plätzen 29–50 (außer Liechtenstein) |
| 2. Qualifikationsrunde | 20 Mannschaften - 3 Verlierer der Vorqualifikation der UEFA Champions League - 17 Verlierer der 1. Qualifikationsrunde der UEFA Champions League                       | 90 Mannschaften - 14 Pokalsieger der Verbände auf den 5-JW-Plätzen 16–29 - 14 Vizemeister der Verbände auf den 5-JW-Plätzen 16–29 - 16 Meisterschaftsdritte der Verbände auf den 5-JW-Plätzen 13–28 - 9 Meisterschaftsvierte der Verbände auf den 5-JW-Plätzen 7–15 - 1 Meisterschaftsfünfter des Verbandes auf dem 5-JW-Platz 6 - 36 Sieger der 1. Qualifikationsrunde |
| 3. Qualifikationsrunde | 10 Mannschaften - 10 Sieger der 2. Qualifikationsrunde | 52 Mannschaften - 6 Meisterschaftsdritte der Verbände auf den 5-JW-Plätzen 7–12 - 1 Meisterschaftsvierter des Verbandes auf dem 5-JW-Platz 6 - 45 Sieger der 2. Qualifikationsrunde |
| Play-offs              | 10 Mannschaften - 5 Verlierer der 3. Qualifikationsrunde der UEFA Europa League (Meisterweg) - 5 Sieger der 3. Qualifikationsrunde                                     | 34 Mannschaften - 1 Meisterschaftsfünfter des Verbandes auf dem 5-JW-Platz 5 - 4 Meisterschaftssechste der Verbände auf den 5-JW-Plätzen 1–4 - 3 Verlierer der 3. Qualifikationsrunde der UEFA Europa League (Platzierungsweg) - 26 Sieger der 3. Qualifikationsrunde                                                                                                   |
| Gruppenphase           | 32 Mannschaften - 10 Verlierer der Play-offs der UEFA Europa League - 5 Sieger der Play-offs (Champions/Europa-League-Weg) - 17 Sieger der Play-offs (Platzierungsweg) | 32 Mannschaften - 10 Verlierer der Play-offs der UEFA Europa League - 5 Sieger der Play-offs (Champions/Europa-League-Weg) - 17 Sieger der Play-offs (Platzierungsweg) |
| Zwischenrunde          | 16 Mannschaften - 8 Gruppendritte Gruppenphase der UEFA Europa League - 8 Gruppenzweite Gruppenphase                                                                   | 16 Mannschaften - 8 Gruppendritte Gruppenphase der UEFA Europa League - 8 Gruppenzweite Gruppenphase |
| Achtelfinale           | 16 Mannschaften - 8 Gruppensieger Gruppenphase - 8 Sieger Zwischenrunde                                                                                                | 16 Mannschaften - 8 Gruppensieger Gruppenphase - 8 Sieger Zwischenrunde |
| Viertelfinale          | 8 Mannschaften - 8 Sieger Achtelfinale | 8 Mannschaften - 8 Sieger Achtelfinale |
| Halbfinale             | 4 Mannschaften - 4 Sieger Viertelfinale | 4 Mannschaften - 4 Sieger Viertelfinale |
| Finale                 | 2 Mannschaften - 2 Sieger Halbfinale | 2 Mannschaften - 2 Sieger Halbfinale |

### Qualifikation deutscher Mannschaften
Der Deutsche Fußball-Bund hat im ersten Zyklus (2021–2024) einen Startplatz in der UEFA Europa Conference League. Dies ist daran geknüpft, dass der DFB in der UEFA-Fünfjahreswertung mindestens Platz 5 erreicht. Der Sechstplatzierte der Bundesliga oder der Siebtplatzierte, wenn der DFB-Pokalsieger unter den ersten Sechs der Bundesligatabelle steht, ist für die Play-off-Runde qualifiziert und kann hierüber die Gruppenphase erreichen. Die Anzahl der teilnehmenden deutschen Mannschaften an den Europapokalwettbewerben insgesamt verändert sich nicht, da die Bundesliga im Gegenzug einen Platz in der UEFA Europa League (zwei statt bisher drei) verliert.
In der Zwischenrunde konnten bis zu drei weitere deutsche Mannschaften dazustoßen, falls sie Gruppendritter des laufenden UEFA-Europa-League-Wettbewerbs wurden.
Der erste deutsche Teilnehmer in der Premierensaison war der 1. FC Union Berlin.

## Prämien
In der Saison 2021/22 schüttete die UEFA an jeden Teilnehmer der Gruppenphase 2,8 Millionen € aus. Jeder Sieg in der Gruppenphase wurde mit 500.000 €, jedes Unentschieden mit 166.000 € prämiert.
Platz eins in der Gruppenphase und damit die Direktqualifikation für das Achtelfinale brachten 1,25 Mio. €, Platz zwei 325.000 €. Der Sieg in der Zwischenrunde brachte 900.000 € ein. Für das Erreichen des Viertelfinals gab es 1 Mio. €, des Halbfinals weitere 2 Mio. € und des Finales 3 Mio. €. Der Sieger erhielt obendrauf noch einmal 2 Mio. €.
Zu diesen Prämien kommen für jeden Teilnehmer an der Gruppenphase Gelder aus einem Koeffizienten-Pool und einem Marketing-Pool.

## Trophäe

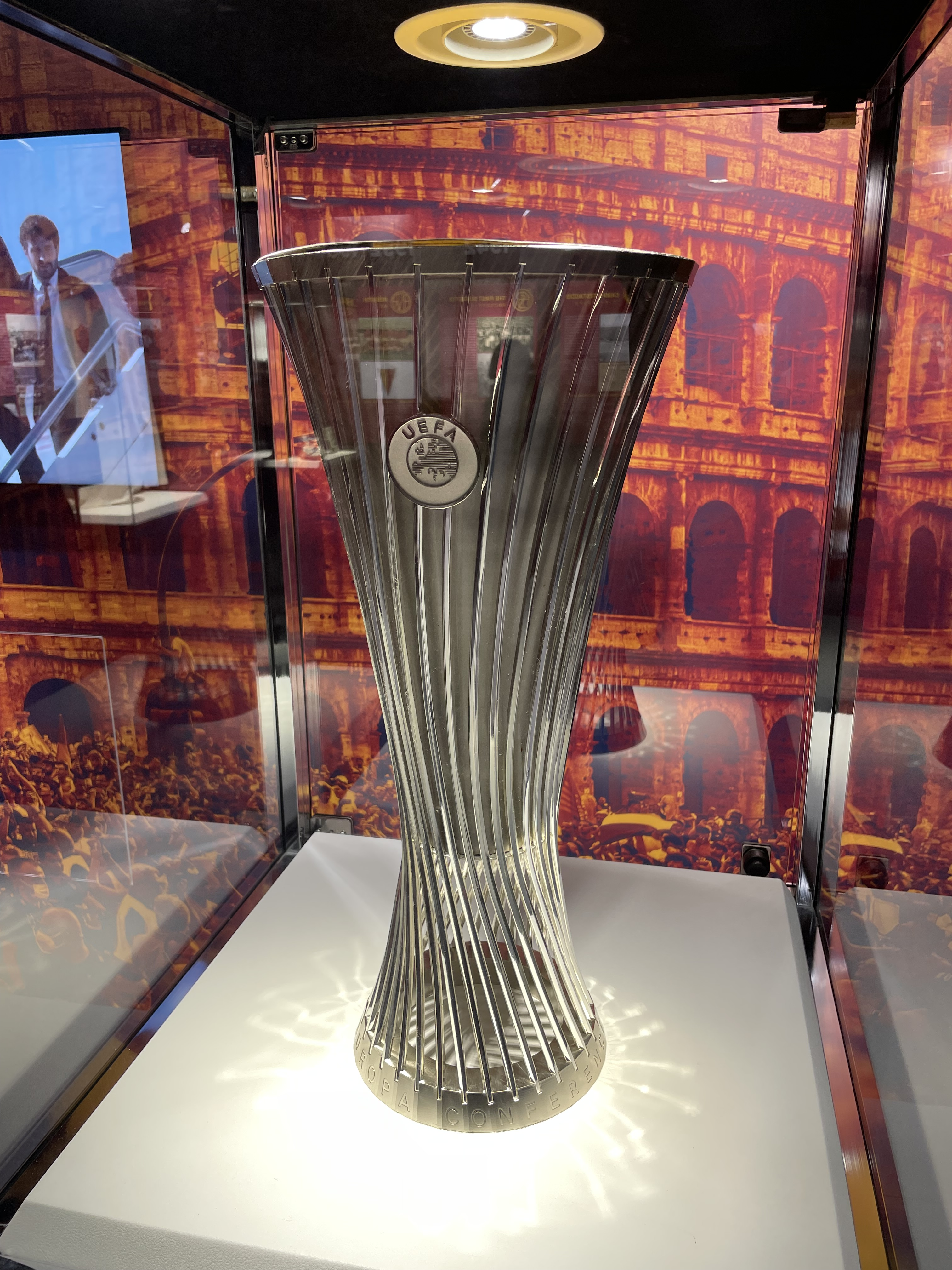
Die Trophäe der UEFA Conference League ausgestellt in Rom

Am 24. Mai 2021 wurde die Siegertrophäe vorgestellt. Der Pokal ist 57,5 Zentimeter hoch, 11 Kilogramm schwer und besitzt 32 Achsen für jeden der ursprünglich 32 Teilnehmer. Diese winden sich vom Sockel in leichter Biegung nach oben. Die Gestaltung ist an die kurvenförmige Flugbahn eines Fußballs in Richtung Tor angelehnt. Der Sockel und der obere Teil des Pokals bestehen aus gebürstetem Messing, das galvanisiert wurde und einen matten Edelstahl-Effekt zeigt. Die Achsen sind aus poliertem Silber.

## Statistik

### Ranglisten
| Rang | Logo | Klub              | Titel | Finalt. | Quote |
| ---- | ---- | ----------------- | ----- | ------- | ----- |
| 1    |      | AS Rom            | 1     | 1       | 100 % |
| 1    |      | West Ham United   | 1     | 1       | 100 % |
| 1    |      | Olympiakos Piräus | 1     | 1       | 100 % |
| 1    |      | FC Chelsea        | 1     | 1       | 100 % |

| Rang | Land         | Titel | Klubs (kursiv: Finalisten ohne Titelgewinn) | Finalt. | Quote    |
| ---- | ------------ | ----- | ------------------------------------------- | ------- | -------- |
| 1    | England      | 2     | West Ham United FC Chelsea                  | 2       | ,0100 %  |
| 2    | Italien      | 1     | AS Rom AC Florenz                           | 3       | ,033,3 % |
| 3    | Griechenland | 1     | Olympiakos Piräus                           | 1       | 100,0 %  |
| 4    | Niederlande  |       | Feyenoord Rotterdam                         | 1       | 00,00 %  |
| 4    | Spanien      |       | Betis Sevilla                               | 1       | 00,00 %  |

### Ewige Tabelle
Top 25
| Rg.                 |  | Verein                 | Saisons | Spiele | S. | U. | N. | Tore    | Diff. | Punkte | Ø-Pkt. |
| ------------------- |  | ---------------------- | ------- | ------ | -- | -- | -- | ------- | ----- | ------ | ------ |
| 01.                 |  | KAA Gent               | 4       | 52     | 29 | 09 | 16 | 95:55   | +40   | 96     | 1,85   |
| 02.                 |  | AC Florenz             | 3       | 46     | 24 | 13 | 09 | 1000:56 | +44   | 85     | 1,85   |
| 03.                 |  | Maccabi Tel Aviv       | 3       | 34     | 20 | 08 | 06 | 61:31   | +30   | 68     | 2      |
| 04.                 |  | AZ Alkmaar             | 3       | 36     | 21 | 05 | 10 | 62:38   | +24   | 68     | 1,89   |
| 05.                 |  | FK Bodø/Glimt          | 3       | 34     | 19 | 09 | 06 | 69:37   | +32   | 66     | 1,94   |
| 06.                 |  | FC Basel               | 3       | 36     | 19 | 08 | 09 | 65:44   | +21   | 65     | 1,81   |
| 07.                 |  | Djurgårdens IF         | 3       | 34     | 20 | 04 | 10 | 57:38   | +19   | 64     | 1,88   |
| 08.                 |  | PAOK Thessaloniki      | 3       | 34     | 18 | 07 | 09 | 55:34   | +21   | 61     | 1,79   |
| 09.                 |  | FC Kopenhagen          | 2       | 30     | 17 | 05 | 08 | 65:36   | +29   | 56     | 1,87   |
| 10.                 |  | Legia Warschau         | 2       | 30     | 17 | 04 | 09 | 64:40   | +24   | 55     | 1,83   |
| 11.                 |  | Istanbul Başakşehir FK | 3       | 26     | 14 | 08 | 04 | 52:25   | +27   | 50     | 1,92   |
| 12.                 |  | Viktoria Pilsen        | 2       | 22     | 15 | 04 | 03 | 33:15   | +08   | 49     | 2,23   |
| 13.                 |  | Molde FK               | 4       | 30     | 14 | 04 | 12 | 52:43   | +09   | 46     | 1,53   |
| 14.                 |  | KF Ballkani            | 3       | 28     | 14 | 03 | 11 | 47:28   | +19   | 45     | 1,61   |
| 15.                 |  | FK Partizan Belgrad    | 4       | 32     | 12 | 08 | 12 | 41:42   | −01   | 44     | 1,38   |
| 16.                 |  | West Ham United        | 1       | 15     | 14 | 01 | 0  | 35:09   | +26   | 43     | 2,87   |
| 17.                 |  | Vitória Guimarães      | 3       | 20     | 13 | 04 | 03 | 41:19   | +22   | 43     | 2,15   |
| 18.                 |  | NK Olimpija Ljubljana  | 4       | 28     | 13 | 04 | 11 | 32:27   | +05   | 43     | 1,54   |
| 19.                 |  | Lech Posen             | 2       | 22     | 12 | 06 | 04 | 43:23   | +20   | 42     | 1,91   |
| 20.                 |  | Feyenoord Rotterdam    | 1       | 19     | 12 | 05 | 02 | 43:21   | +22   | 41     | 2,16   |
| 21.                 |  | Hapoel Be’er Scheva    | 4       | 26     | 10 | 11 | 05 | 38:23   | +15   | 41     | 1,58   |
| 22.                 |  | CFR Cluj               | 4       | 28     | 11 | 08 | 09 | 25:20   | +05   | 41     | 1,46   |
| 23.                 |  | FC Chelsea             | 1       | 15     | 13 | 0  | 02 | 45:12   | +33   | 39     | 2,60   |
| 24.                 |  | FC Brügge              | 1       | 18     | 12 | 03 | 03 | 42:15   | +27   | 39     | 2,17   |
| 25.                 |  | Slavia Prag            | 2       | 24     | 11 | 06 | 07 | 48:32   | +16   | 39     | 1,63   |
| Stand: 28. Mai 2025 |  |                        |         |        |    |    |    |         |       |        |        |

### Torschützenkönige
| Saison  | Spieler                    | Klub                  | Tore |
| ------- | -------------------------- | --------------------- | ---- |
| 2021/22 | Cyriel Dessers             | Feyenoord Rotterdam   | 10   |
| 2022/23 | Zeki Amdouni Arthur Cabral | FC Basel AC Florenz   | 07   |
| 2023/24 | Ayoub El Kaabi             | Olympiakos Piräus     | 11   |
| 2024/25 | Afimico Pululu             | Jagiellonia Białystok | 08   |

### Höchste Siege
| Runde                  | Saison  | Sieger             | Ergebnis    | Verlierer        |
| ---------------------- | ------- | ------------------ | ----------- | ---------------- |
| Qualifikation          | 2025/26 | Víkingur Reykjavík | 8:0         | KF Malisheva     |
| Gruppenphase/Ligaphase | 2024/25 | FC Chelsea         | 8:0         | FC Noah Jerewan  |
| Zwischenrunde          | 2022/23 | AC Florenz         | 4:0 A       | Sporting Braga   |
| Achtelfinale           | 2023/24 | Olympiakos Piräus  | 6:1 A n. V. | Maccabi Tel Aviv |
| Viertelfinale          | 2021/22 | AS Rom             | 4:0         | FK Bodø/Glimt    |
| Halbfinale             | 2024/25 | FC Chelsea         | 4:1 A       | Djurgårdens IF   |
| Finale                 | 2024/25 | FC Chelsea         | 4:1         | Betis Sevilla    |

## Varia
| Saison                | Klubs (Gruppenphase) | Klubs (Gesamt) | Spiele | Tore | ⌀    | Zuschauer | ⌀      | Gelbe Karten | ⌀    | Gelb-Rote Karten | ⌀    | Platzverweise/Rote Karten | ⌀    |
| --------------------- | -------------------- | -------------- | ------ | ---- | ---- | --------- | ------ | ------------ | ---- | ---------------- | ---- | ------------------------- | ---- |
| 2021/22               | 32+8                 | 181            | 141    | 404  | 2,87 | 2.010.695 | 14.260 | 576          | 4,09 | 15               | 0,10 | 13                        | 0,09 |
| 2022/23               | 32+8                 | 177            | 141    | 379  | 2,69 | 2.077.952 | 14.737 | 613          | 4,35 | 10               | 0,07 | 15                        | 0,11 |
| 2023/24               | 32+8                 | 178            | 141    | 411  | 2,91 | 2.327.520 | 16.507 | 589          | 4,18 | 19               | 0,13 | 16                        | 0,11 |
| 2024/25               | 36                   | 164            | 153    | 451  | 2,95 | 2.068.045 | 13.517 | 670          | 4,78 | 15               | 0,1  | 15                        | 0,1  |
| 2025/26               | 36                   |                |        |      |      |           |        |              |      |                  |      |                           |      |
| Jeweilige Rekordmarke |                      |                |        |      |      |           |        |              |      |                  |      |                           |      |